# 2011 UF412
2011 UF412, também escrito como 2011 UF412, é um objeto transnetuniano que está localizado no Cinturão de Kuiper, uma região do Sistema Solar. Este corpo celeste é classificado como um cubewano. Ele possui uma magnitude absoluta de 8,2 e tem um diâmetro estimado com cerca de 101 km.

## Descoberta
2011 UF412 foi descoberto no dia 24 de outubro pelo astrônomo M. Alexandersen.

## Órbita
A órbita de 2011 UF412 tem uma excentricidade de 0,013 e possui um semieixo maior de 45,002 UA. O seu periélio leva o mesmo a uma distância de 44,416 UA em relação ao Sol e seu afélio a 45,588 UA.